# مخاط

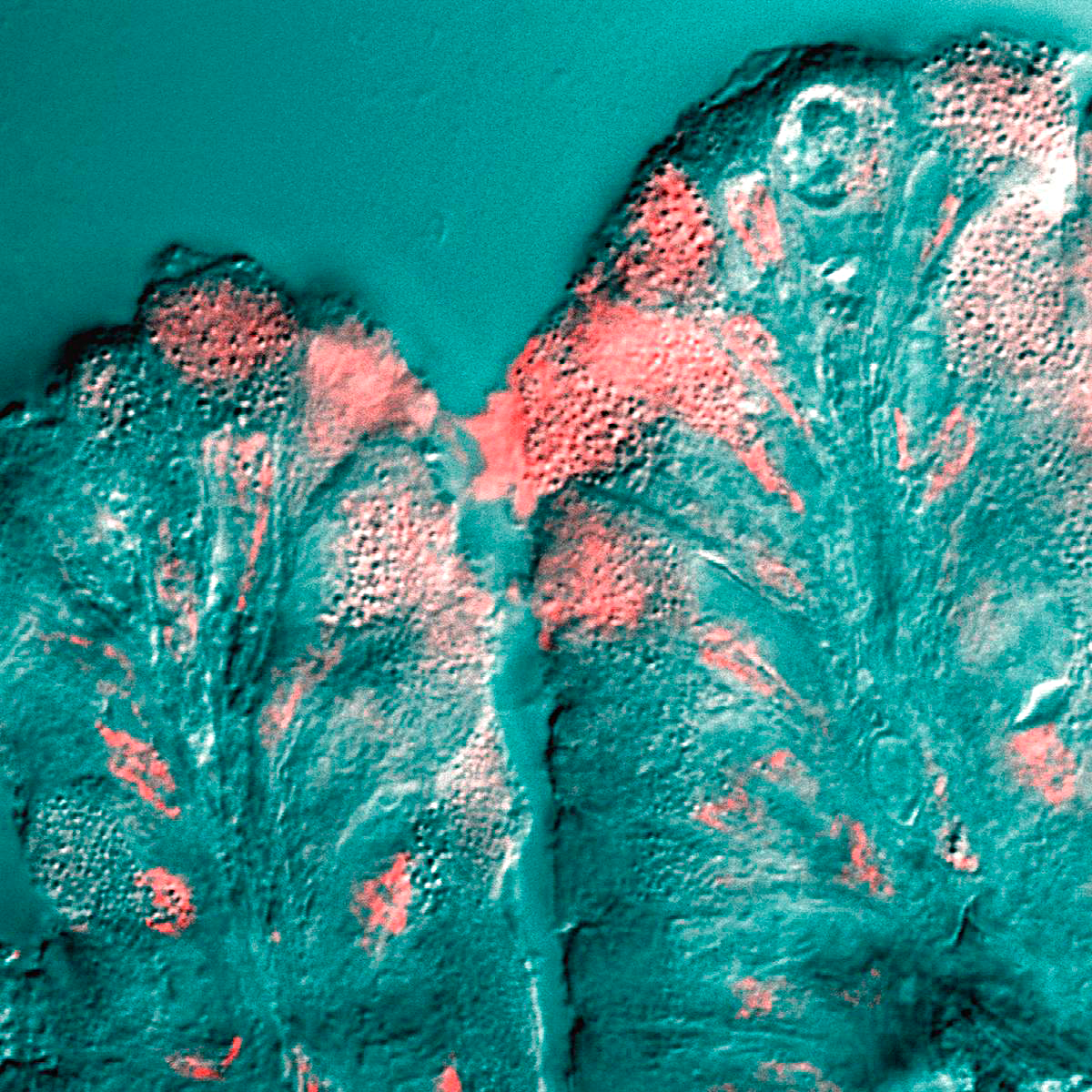
یاخته‌های مخاطی

لیزابه یا مُخاط (به انگلیسی: Mucus)، در مهره‌داران، به ماده‌ای گفته می‌شود که سطح پرده‌های مخاطی را پوشانده و از حالتی لغزنده برخوردار است. این ماده، معمولاً توسط غده‌های مخاطی ترشح می‌شوند. این مادۀ کلوئیدی دارای خاصیت گرانروی بوده و در خود آنزیم‌های ضدعفونی‌کننده‌ای چون لیزوزیم و پروتئین‌هایی همچون لاکتوفرین نیز دارد.یاخته‌های مخاطی گلیکوپروتئینی به نام موسین (لیزینه) ترشح می‌کنند. موسین با جذب آب فراوان به مادۀ مخاطی تبدیل می‌شود. مادۀ مخاطی ضمن عبور دادن میکروب‌ها یا ذره‌های خارجی آنها را به دام می‌اندازد و گاهی خود آن را به وسیلۀ لیزوزیم خود نابود می‌کند.
بخش‌هایی از بدن که با محیط بیرون در تماس‌اند (دستگاه گوارش، دستگاه تنفس، مجراهای ادراری-تناسلی) بهترین جا برای نفوذ میکروب‌ها به بدن هستند؛ بنابراین در این بخش‌ها مادۀ مخاطی نقش دفاعی دارد. مخاط نقش مهمی را در بهبود فعالیت دستگاه گوارش، بافت‌های پوششی، دستگاه تنفس و اندام‌های جنسی برعهده دارد. بافت همبند تشکیل دهندهٔ آن نیز از نوع بافت همبند سست می‌باشد. 
مادۀ مخاطی مجراهای هادی دستگاه تنفس را می‌پوشاند؛ یعنی کیسه‌های هوایی مادۀ مخاطی ندارند. وجود درشت‌خوارها در حبابک‌ها به ایمنی این بخش کمک می‌کنند. در سراسر لولۀ گوارش مادۀ مخاطی وجود دارد و دارای نقش‌های مختلفی است. مهم‌ترین نقش آن در لولۀ گوارش لغزنده کردن غذای عبوری است. بدین ترتیب مانع آسیب رسیدن به دیوارۀ آن می‌شود. در معده مادۀ مخاطی ترشح شده از یاخته‌های سطح آن به قدری زیاد است که مانند لایۀ ژله‌ای چسبناکی درآمده است. با افزوده شدن بیکربنات به این لایه سد محکمی برای دیوارۀ معده در برابر اسید آن به وجود می‌آید.
البته به یاد داشته باشید که لیزوزیم جزو آنزیم‌های دفاعی هست نه آنزیم‌های گوارشی 
یکی از آنزیم های گوارشی در دهان آمیلاز است که در گوارش نشاسته نفش دارد. لیزوزیم در از بین بردن دیوارۀ باکتری‌ها نقش دارد هرجا مادۀ مخاطی باشد لیزوزیم نیز وجود دارد .